# Lemonia philopalus
Lemonia philopalus is een vlinder uit de familie herfstspinners (Brahmaeidae). De wetenschappelijke naam is voor het eerst geldig gepubliceerd in 1842 door Hugo Fleury Donzel.
De soort komt voor in Europa.